# Faivovich & Goldberg
Faivovich & Goldberg ist ein argentinisches Künstlerduo, welches seit 2006 an dem Projekt A Guide to Campo del Cielo arbeitet.
Guillermo Faivovich (* 1977 in Buenos Aires) und Nicolás Goldberg (* 1978 in Paris) leben in Buenos Aires. Sie versuchen die wechselvolle Geschichte eines jeden vor etwa 4000 Jahren bei einem Meteorstrom auf dem Campo del Cielo eingeschlagenen Meteoriten, nachzuzeichnen.
Auf der Suche nach dem Eisenmeteoriten Mesón de Fierro, der erstmals 1576 von spanischen Konquistadoren erwähnt wurde, der aber nicht auf dem Campo del Cielo zu finden war, weiteten sie ihre Nachforschungen in Bibliotheken, Archiven und Sammlungen auf der ganzen Welt aus. 2017 entdeckten Faivovich & Goldberg in der Meteoriten-Sammlung des Naturhistorischen Museums Wien ein 19-Gramm-Fragment, das sie nach seiner Beschaffenheit ziemlich überzeugend mit Mesón de Fierro in Verbindung bringen konnten.
Der 1962 von einem Farmer entdeckte Meteorit El Chaco wurde zwischen 1965 und 1966 im Max-Planck-Institut für Chemie in Mainz zerschnitten. Ein Vorgang, an dem drei Länder (Argentinien, USA und Deutschland) beteiligt war. In ihrer Ausstellung Meteorit „El Taco“ vereinigten Faivovich & Goldberg 2010 die beiden Hälften im Portikus.
El Chaco wurde während der dOCUMENTA (13) auf dem Friedrichsplatz in Kassel ausgestellt.